# 同庆楼
同庆楼餐饮股份有限公司（上交所：605108，简称：同庆楼），是中国上海证券交易所的一家上市公司。公司主营业务为餐饮服务、宾馆住宿以及食品业务。
公司前身为安徽同庆楼餐饮发展有限公司，成立于2005年。2015年整体变更为股份公司。公司先后荣获“中华老字号”，“中国驰名商标”，“中国餐饮百强企业”，“中国正餐十大品牌”等多项荣誉称号。2020年7月16日在上海证券交易所主板挂牌上市，股票简称“同庆楼”，证券代码“605108”。
2022年，公司实现营业收入约16.7亿元，同比增长3.86%；实现净利润润约9359.85万元，同比下降35.03%。